# Readgeek
Readgeek — онлайн-сервис в концепции Библиотека 2.0, реализующий социальную каталогизацию книг с использованием рекомендательной системы на основе коллаборативной фильтрации. Основан в декабре 2010 года, офис управляющей компании расположен в Берлине.
Позволяет пользователям искать книги, соответствующие их индивидуальным предпочтениям с помощью использования нескольких алгоритмов. Принимая во внимание рейтинги и метаданные прочтённых книг, эти алгоритмы помогают сайту узнать о предпочтениях пользователей, сервис предлагает книги, которые понравились другим пользователям с похожими интересами (вместо того, чтобы предлагать книги, похожие на те, которые пользователь уже оценил). Пользователи сервиса могут создавать списки литературы, открывать дискуссии о книгах и следовать социальной и литературной активности других пользователей. 
Считается первым сайтом, достаточно точно предсказывающим будущую пользовательскую оценку любой книги.
В 2016 году компания-владелец сайта приглашена Нидерландской генеральной ассоциацией издателей для конкурса инноваций в области стартапов в издательской индустрии.